# Муртеза Пеза
Муртеза Пеза е югославски партизанин, деец на НОВМ, по-късно писател.

## Биография
Роден е на 20 юни 1919 г. в град Елбасан, Албания. Първоначално завършва учителска школа в родния си град, а след това учи философия и музика във Флоренция. Изгонен, след като се противопоставя на режима на Мусолини и отказва да се запише в неговата партия. През 1941 г. се установява в Гостивар и влиза в комунистическата съпротива като агитира сред местното население и изпраща вести за съпротивата на Радио Москва, Радио Лондон и Радио Свободна Югославия.
От 21 април до 10 юни 1942 г. е председател на Финансовата канцелария в Кичево в услуга на Кралска Албания. След това става партизанин. Последователно е политически комисар на чета, на батальон и на четвърта македонска албанска бригада. В бригадата от пролетта на 1943 година е редактор на вестник „Билтен“. След това става заместник-началник на политическото отделение на четиридесет и втора македонска дивизия на НОВЮ. След Втората световна война напуска армията с чин резервен капитан от ЮНА. От 1946 г. е редактор на емисиите на албански език на Радио Скопие. Шестнадесет години е директор и главен редактор на вестник „Флака е влазеримит“. Отделно е главен директор на списание „Йехона“. През 1957 г. става член на Дружеството на писателите на Македония. Пише редица телевизионни и театрални драми и сценария на игралния филм „Ука от Проклетие“.